# MS Seattle
MS Seattle var et tysk stykgodsskib og motorskib. Lasten om bord varierede, men hun transporteres hovedsagelig trælast og tømmer. På den sidste tur havde hun også 30.000 kasser med appelsiner. Den sidste tur havde været dramatisk. Skibet blev taget under blokade i de Nederlandske Antiller. Blokaden blev brudt, skibet undslap og kursen blev sat nordover til Island. Derfra sejlte skibet til Tromsø i Norge, hvorfra skibet havde fået tilladelse fra de neutrale norske myndigheder til at sejle rundt den norske kyst og ind i Østersøen. Sidste stop i Norge var Kristiansand, hvor skibet mødte sin endelige skæbne.

## Krydsild under den tyske invasion
Skibet var ved daggry 9. april 1940 på vej fra Kristiansand, da hun kom under krydsild mellem de tyske invasionsstyrker under ledelse af den tyske krydser Karlsruhe og den norske Odderøya Fæstning. De norske styrker troede, at MS Seattle var et civilt fartøj, der støttede de tyske krigsskibe, og begyndte at skyde med 150 mm kanoner. Skibet vendte om og sejlede mod havnen i Kristiansand. MS Seattle blev udsat for hård beskydning og der brød ud brand. Besætningen gik til redningsbådene, mens skibet blev opgivet, drivende og brændende i Kristiansandsfjorden. Når besætningen kom i land, blev de holdt som krigsfanger, indtil den følgende dag. MS Seattle lå og fik brænde ud i flere dage. Hun begyndte så at tage ind vand og sank.

## Vragdykning, en farlig sport
Vraget af skibet er et populært, men meget farligt mål for dykkere. Vraget ligger på en stejl havskrænt, hvor agterenden ligger på 28 meters dybde, mens det på dybeste sted ligger på hele 72 meters dybde. På vraget er opstået flere dødsulykker. Blandt andet i 2010, hvor to danske dykkere, fra den århusianske dykkerklub Nautica, mistede livet under et dyk ved vraget. Den ene dykker, en 38 årig mand fra Hørning, blev fundet i 2011 inde i vraget i et fragtrum på 55 meters dybde.